# The House of Chicken
The House of Chicken, conosciuto anche col titolo The House of Chicken - La casa del pollo, è un film italiano del 2001 diretto da Pietro Sussi.

## Trama
Stati Uniti, anni cinquanta. Morna è un serial killer che da bambino ha ucciso i suoi genitori, e nel tempo libero alleva polli. L'ispettore Rotko e il tenente Dandini sono sulle sue tracce, e sperano di catturarlo prima che con la sua mannaia compia un altro delitto.

## Distribuzione
Nel 2001 la pellicola, definita «Il film dei doppiatori» a causa della presenza di noti professionisti del doppiaggio fra gli interpreti principali, fu presentata alla Mostra del Cinema di Venezia e successivamente proiettata al Monte-Carlo Film Festival de la Comédie il 22 novembre dello stesso anno.

## Riconoscimenti
- 2001 - Monte-Carlo Film Festival de la Comédie
  - Platinum Award al miglior regista per Pietro Sussi